# Kaiserreich Korea

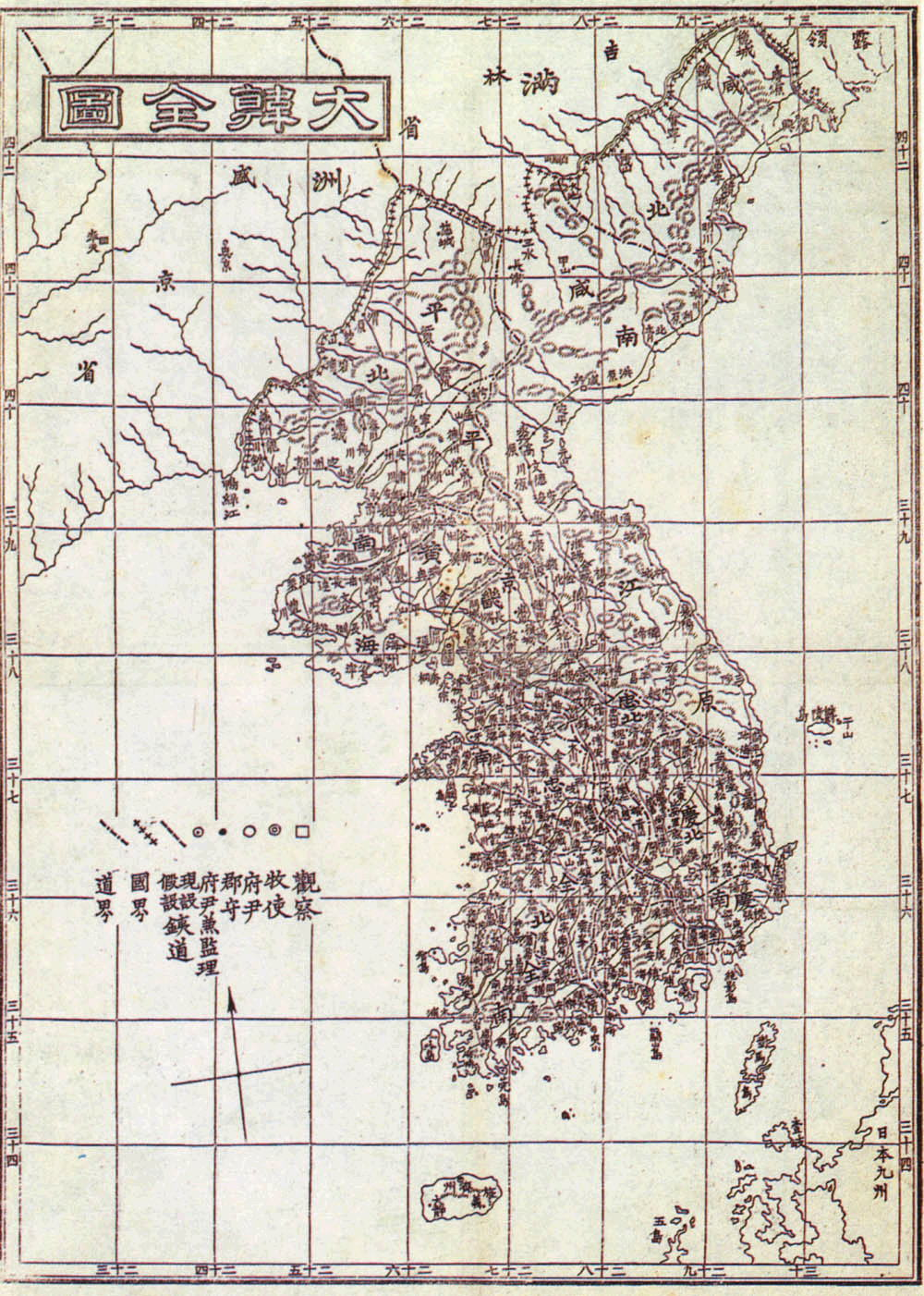
Komplette Karte der großen Han (Daehan Jeondo), koreanische Karte von 1899

Das Kaiserreich Korea, im Koreanischen Daehan-jeguk (koreanisch 대한제국, Hanja 大韓帝國; deutsch Großkoreanisches Kaiserreich) genannt, in Literatur auch als Großkorea oder auch mit Bindestrich als Groß-Korea bekannt, bestand von 1897 als direkter Folgestaat Joseons bis zur Annexion Koreas durch Japan 1910. Das Kaiserreich, das am 17. Oktober 1897 vom damaligen König Joseons, Gojong, ausgerufen wurde, kennzeichnet den letzten Abschnitt der Joseon-Dynastie in Korea. Gojong ernannte sich unter dem Äranamen Gwangmu (kriegerischer Glanz) selbst zum Kaiser.

## Geschichte

### Vorgeschichte
Mitte des 19. Jahrhunderts stand die Monarchie in Korea vor großen Herausforderungen. Innenpolitisch galt es, den Einfluss der Yangban-Schicht zurückzudrängen und der Monarchie wieder stärkeren Einfluss zu verschaffen, wogegen außenpolitisch der Einfluss westlicher Mächte und das Hegemoniestreben Japans Korea Probleme bereitete.
Als König Cheoljong 1864 starb, hinterließ er keinen Thronfolger. Aus einer Nebenlinie des Königshauses wurde der 12-jährige Yi Myung-bok, der auf einen Sohn Prinz Sados zurückging, gefunden und als König Gojong inthronisiert. Da er zu jung zum Regieren war, übernahm sein Vater die Regierungsgeschäfte, konnte aber trotz Reformen das Land nicht befrieden. 1873 übernahm Gojong selbst die Macht. Japan erklärte sich 1868 mit der Meiji-Restauration zum Kaiserreich, um auf der westlich dominierten internationalen Bühne gleichwertig behandelt zu werden. Im historischen Weltbild Ostasiens pflegten Staaten diplomatische Beziehungen zu China, indem sie einen symbolischen Tribut an den Kaiser entrichteten. Dieser erwiderte die Geste, indem er als großzügige und rechtschaffene Figur den Gesandten Geschenke überreichte und ihnen den Handel in China gestattete. Die Tributzollung umfasste eine zeremonielle Unterwerfung.

### Ausländisches Einflussnahme
1871 ereignete sich der Shinmiyangyo-Zwischenfall, bei dem eine US-Expedition die Insel Ganghwa in der Nähe der Mündung des Flusses besetzte, der zur Hauptstadt führt. Jedoch führte es nur zur Verstärkung der Isolationspolitik durch den Regenten Daewongun.
Der Vertrag von Ganghwado im Jahr 1875 sah die Etablierung des Handels mit Japan vor, und Japan erhielt Zugang zum koreanischen Binnenmarkt. Im Jahr 1882 wurde mit einem Abkommen mit den USA erstmals diplomatischer Kontakt zu einem westlichen Land hergestellt, gefolgt von Deutschland im Jahr 1883, Russland und Italien im Jahr 1884 sowie Frankreich im Jahr 1886. Um weitere ausländische Eingriffe wie den Port-Hamilton-Zwischenfall von 1885 zu vermeiden, ersuchte Gojong Mitte Dezember 1884 ein Verteidigungsbündnis mit dem russischen Zarenreich. Russland sollte Kriegsschiffe und Marineinfanteristen entsenden, um den Königspalast zu beschützen. Die russische Regierung war aber auf den Erhalt des Status quo bedacht und sah von solch einem Schritt ab.
In der Zuspitzung des Konflikts um eine Volksbewegung (siehe Donghak-Aufstand), bat die Regierung um ausländische Unterstützung zur Unterdrückung der Rebellion. 1894 entsandten die Qing-China und Japan Truppen und in Folge der sich entladenen politischen Spannungen erklärten am 1. August 1894 die Qing-Dynastie und Japan sich gegenseitig den Krieg.

### Ende des 19. Jahrhunderts und Eulmi-Zwischenfall
Der Erste Japanisch-Chinesische Krieg, der teils auch auf koreanischem Boden stattfand, zeigte, wie machtlos die Monarchie der Joseon-Dynastie geworden war. Das Japanische Kaiserreich konnte den Konflikt für sich entscheiden und unterzeichnete mit Qing-China am 17. April 1895 den Vertrag von Shimonoseki. Artikel 1 stipulierte die Beendigung von Chinas traditionellen, philosophisch-ideologisch motivierten Tributbeziehungen mit Korea.
In der möglichen Abtretung der Liaodong-Halbinsel sah das Russische Zarenreich allerdings seine geopolitischen Interessen bedroht und intervenierte gemeinsam mit Frankreich und Deutschland mit diplomatischen Noten erfolgreich gegen die Besetzung. Gleichzeitig wuchs der Einfluss Russlands in Korea. König Gojongs Frau, Königin Min, baute diplomatische Beziehungen zum Zarenreich auf. Zudem suchte sie gleichzeitig eine Verständigung mit Qing-China. Im Jahr 1895 wurden als Teil der Modernisierungsbestrebungen die Gabo-Reformen durchgeführt.
Auf direkten Befehl von Miura Gorō, der 37 Tage zuvor als Gesandter nach Korea geschickt worden war, drang am frühen Morgen des 8. Oktober 1895 eine Einheit aus japanischen Diplomaten, Konsulatspolizei, Berichterstattern und Zivildienstbeamten (낭인배, Rounin) in den Gyeongbokgung-Palast ein und tötete Königin Min und zwei ihrer Hofdamen. Die Leiche wurde in einen nahen Wald gebracht, mit Benzin übergossen und verbrannt. Die japanische Regierung stritt jegliche Beteiligung ab und rief eine Medienkampagne ins Leben, um den innenpolitischen Gegner Daewongun zu beschuldigen, während alle beteiligten japanischen Staatsbürger freigesprochen wurden. König Gojong wurde anschließend gezwungen, einigen pro-japanischen Politikern wichtige Regierungsämter zu übergeben. Die Ermordung ist in Korea als Eulmi-Zwischenfall (을미사변, 乙未事變, Eulmi Sabyeon) bekannt.
Als Reaktion auf den Zwischenfall wurde ein Kontingent von 1700 Mann aufgestellt, um den Palast zu beschützen.
Nach dem Tod seiner Frau und dem Verlust der Regierungsautorität entführten 1896 Anhänger des Königs ihn selbst, seine neue Frau Eom Sunheon und seinen Sohn, Kronprinz Sunjong, und brachten alle in das russische Konsulat in Seoul, in dem sie politisches Asyl erhielten. König Gojong versuchte aus dem von 200 russischen Marineinfanteristen geschützten Konsulat heraus wieder politischen Einfluss auf sein Land zu gewinnen. Doch sein Einfluss auf die politischen Geschicke des Landes war nur noch gering. Um den Vormachtbestrebungen Russlands, Japans und Chinas auf sein Land entgegenzuwirken, versuchte er, die drei Mächte gegeneinander auszuspielen. Zwei Abkommen, die im Mai und Juni 1896 zwischen Russland und Korea geschlossen wurden, gaben Russland annähernd gleiche Rechte wie Japan und weiteren Einfluss auf Korea. Dazu kam, dass russische, japanische, amerikanische, französische und auch deutsche Unternehmen mit der Ausbeutung und Verwertung von Bodenschätzen begannen, Forstwirtschaftsrechte und Konzessionen für den Bau von Eisenbahnlinien erhielten.

### Proklamation des Kaiserreichs

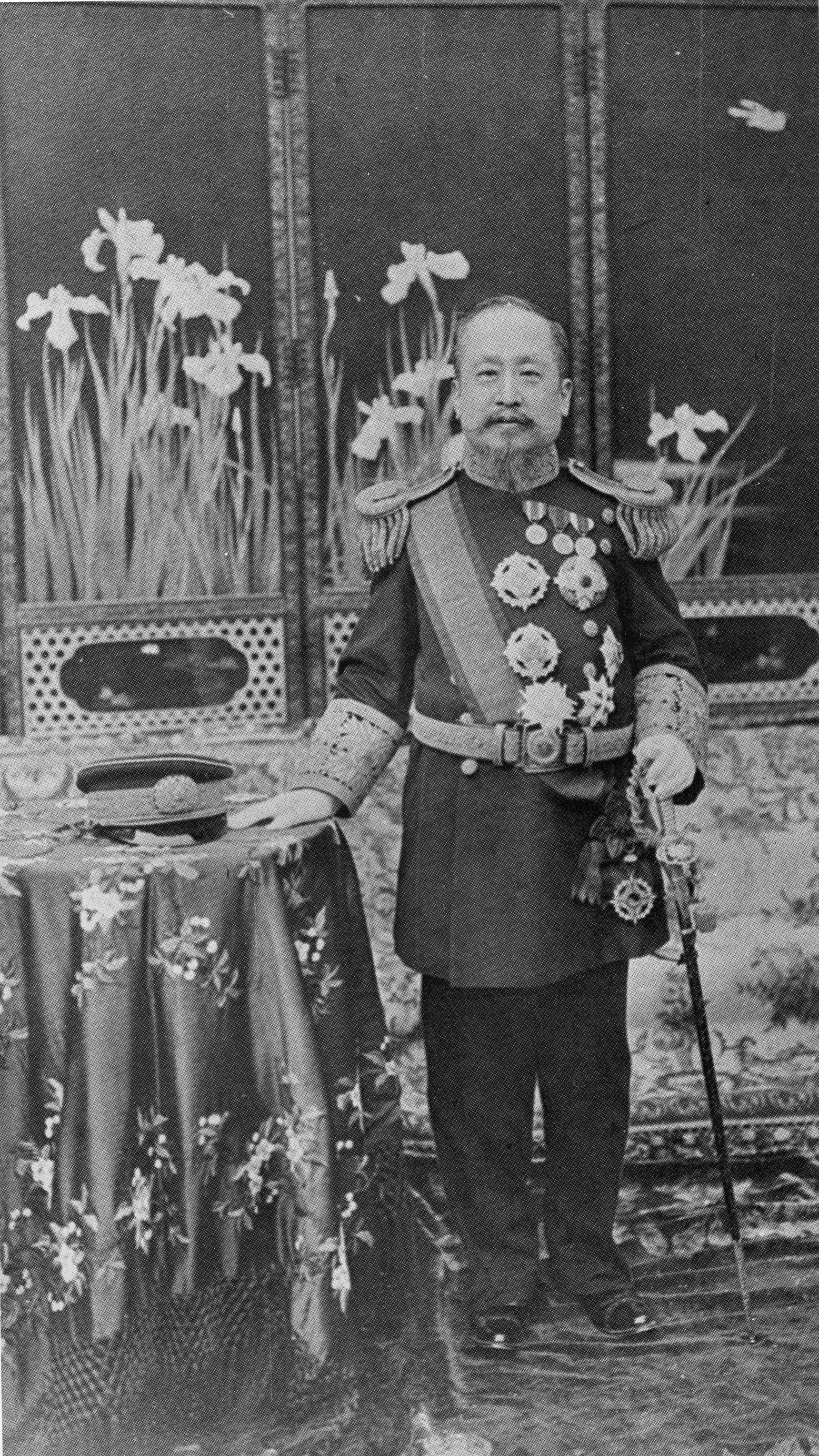
Kaiser Gojong (1897–1907)

Im Februar 1897 kehrte Gojong auf Drängen der koreanischen Öffentlichkeit in seinen Palast zurück. Am 11. Oktober wurde das Land von Joseon in Daehan umbenannt, am 14. Oktober der Äraname Gwangmu ausgewählt und am 17. Oktober 1897 das Kaiserreich Korea proklamiert, um diplomatische Gleichberechtigung gemäß dem damals westlich definierten internationalen Völkerrecht zu beanspruchen.
Die Proklamation des Kaiserreichs Korea ging vor allem an die Adresse Japans und Chinas. Mit beiden Staaten, die ebenfalls Kaiserreiche waren, wollte Korea damit auf gleiche Stufe gestellt werden. Gojong begann mit Reformen, doch das Land blieb militärisch und wirtschaftlich zu schwach. Mit russischer Hilfe versuchte Gojong, den wachsenden japanischen Einfluss zurückzudrängen und China auf Distanz zu halten. Russland nutzte die Gelegenheit, um sich verstärkt politisch und wirtschaftlich in die Innenpolitik des Landes einzumischen.
Das koreanische Kaiserreich setzte im Juni 1902 Yi Beom-yun als Inspekteur der umstrittenen Grenzregion Gando ein und besetzte im August 1902 Teile der Mandschurei.
Im Jahr 1903 machten die Militärausgaben aufgrund kontinuierlicher Aufrüstung fast 40 % des gesamten Staatshaushalts aus. Eine Wehrpflichtverordnung, die im März 1903 erlassen wurde und die Einberufung von Männern im Alter von 17 bis 40 Jahren vorsah, konnte jedoch nicht umgesetzt werden, da der Russisch-Japanische Krieg ausbrach.
Am 21. Januar 1904, kurz vor Beginn des Russisch-Japanischen Krieges, verkündete Korea seine Neutralität in einem Telegramm, das ins Französische übersetzt wurde, an die Welt. Die Regierungen Italiens, Deutschlands, Frankreichs, Dänemarks und der Qing-Dynastie reagierten darauf, angeführt vom Vereinigten Königreich. Russland, Japan und die Vereinigten Staaten, die Hauptakteure des Konflikts, ließen keine Antwort verlauten. Japan verletzte durch das Betreten von koreanischem Territorium das internationale Recht, jedoch ohne Konsequenzen.

### Japanisches Vordringen
Nach seiner Niederlage im Russisch-Japanischen Krieg musste sich Russland 1905 aus sämtlichen Angelegenheiten in Korea zurückziehen. Korea wurde zum japanischen Protektorat erklärt und einem Generalgouverneur übergeben. Folge war, dass der koreanische Kaiser nur noch Teilsouverän des Landes war. Weil sich Gojong der Unterzeichnung des koreanisch-japanischen Protektoratabkommens von 1905 widersetzte und Koreas Anliegen auf der zweiten Friedenskonferenz von Den Haag im Juni 1907 nicht vorbringen konnte, musste er kurz darauf am 22. Juni abdanken.

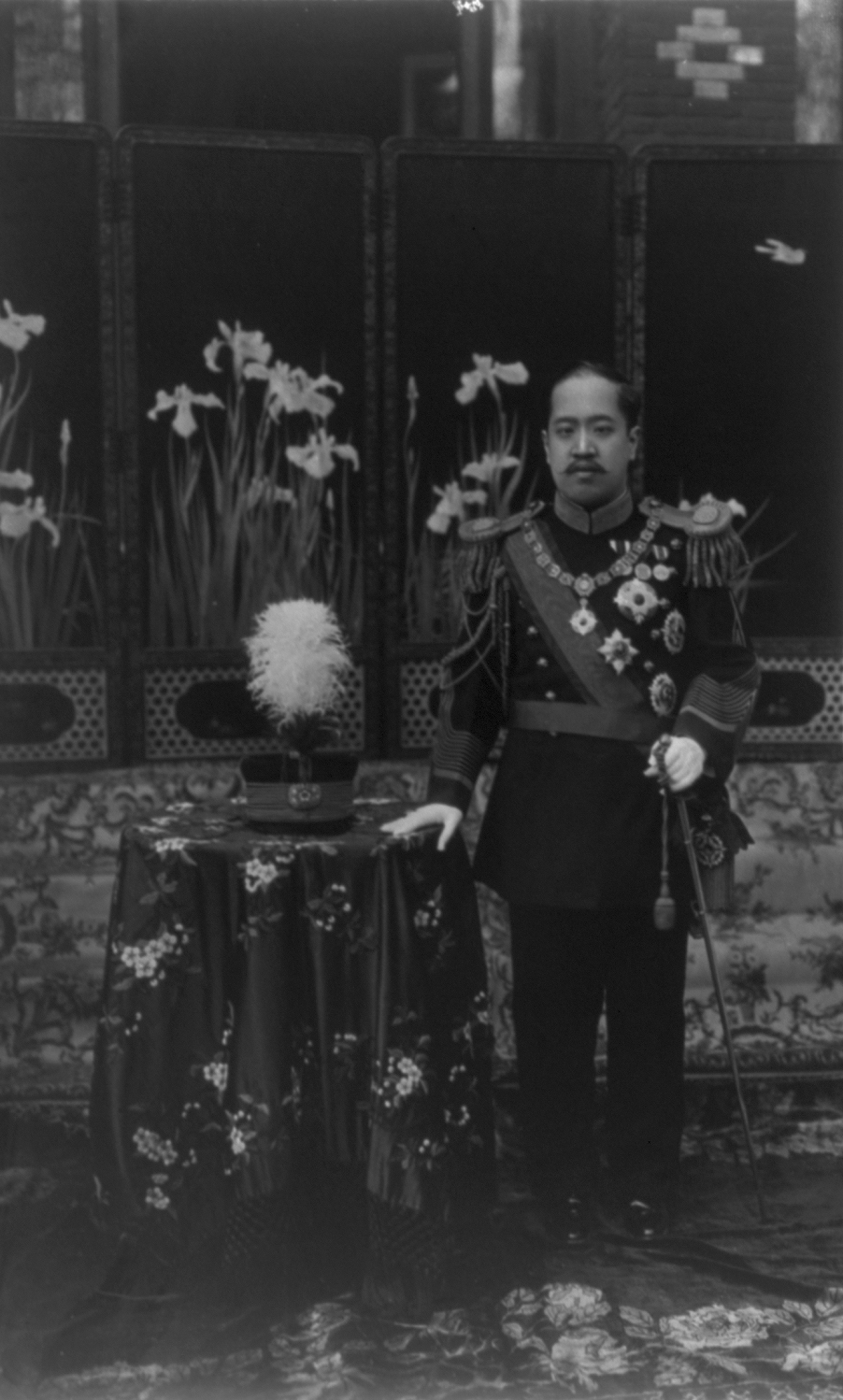
Kaiser Sunjong (1907–1910)

Als Nachfolger wurde am 27. August 1907 Gojongs Sohn Sunjong als Kaiser eingesetzt. In Folge eines schon am 24. Juli 1907 aufgezwungenen Abkommens wurde die politische Hoheit in Korea an den kürzlich eingesetzten japanischen Generalgouverneur Itō Hirobumi übertragen. Dieser löste noch im selben Jahr das koreanische Militär auf und brachte die Polizei unter japanische Kontrolle.
Im Gando-Abkommen wurde von Japan der koreanische Anspruch auf die Grenzregion Gando aufgegeben, im Gegenzug für die Rechte auf den Eisenbahnbau in der Mandschurei.
Die Absetzung Gojongs brachte Aufruhr in die koreanische Bevölkerung. Unter dem Namen Uibyeong (Gerechte Armee) bildete sich eine Widerstandsbewegung, die den Partisanenkampf gegen die japanische Besatzermacht aufnahm. Aus der 50.000 Mann starken Freiheitsbewegung Uibyeong ließen in den Jahren 1907 bis 1910 alleine 17.690 Koreaner ihr Leben.

### Ende des Kaiserreichs
Nach dem Rücktritt und der späteren Ermordung des Generalgouverneurs Itō Hirobumi am 26. Oktober 1909 durch einen koreanischen Nationalisten erzwang der frühere japanische Kriegsminister und Nachfolger von Itō Hirobumi, General Terauchi Masatake, am 22. August 1910 die Unterzeichnung eines Vertrages, der die faktische Annexion Koreas zur Folge hatte. Artikel 1 dieses Vertrages legte fest, dass Kaiser Sunjong die vollständige und unumkehrbare Abtretung aller Souveränitätsrechte Koreas an das Japanische Kaiserreich erklärte. Koreas Status als Völkerrechtssubjekt erlosch dadurch. Ab diesem Zeitpunkt wurde es, als Teil des Japanischen Kaiserreichs, unter der amtlichen Bezeichnung Chōsen als japanische Kolonie geführt.

## Politisches System
Das Kaiserreich Korea war eine Erbmonarchie mit einem Kaiser an der Staatsspitze. Unter ihm war ein Premierminister, unter diesen standen sieben Minister mit ihren Ressorts für Erziehung, Armee, Inneres, Äußeres, Justiz, Finanzen sowie dem Ressort für Landwirtschaft, Handel und Industrie.
Die Modernisierung Koreas während der Regierungszeit von Gojong basierte auf dem Prinzip des Gubonsincham-ron (kor. 구본신참론, Hanja 舊本新參論, deutsch: ‚Alte und neue Ideen‘). Gubon (kor. 구본, Hanja 舊本) bezieht sich auf die Ideen und Institutionen von Joseon vor den Gabo-Reformen und Sincham bezieht sich auf die neuen Ideen und Institutionen des Westens als Mittel zur Stärkung der alten. Mit anderen Worten: Die Idee bestand darin, moderne Reformen zu fördern, indem man Kompromisse mit den neuen Ideen und Institutionen des Westens einging und gleichzeitig die konfuzianischen Ideale und Moral respektierte.

## Außenpolitik und Diplomatie
Nach der Öffnung zwischen 1876 und 1910 wurden diplomatische Beziehungen mit insgesamt elf Ländern aufgenommen, unter anderem den Vereinigten Staaten, Großbritannien, Deutschland, Italien, Russland, Frankreich, Österreich-Ungarn, der Qing-Dynastie, Belgien und Dänemark. Bis auf Dänemark und Österreich-Ungarn unterhielten neun davon Botschaften und Konsulate in Korea.
Das koreanische Kaiserreich wurde 1899 Mitglied des Weltpostvereins und ratifizierte die Genfer Konvention im Jahr 1903. 1902 wurde ein Antrag zur Teilnahme an der nächsten Haager Friedenskonferenz gestellt. Es wurde an der Weltausstellung Paris 1900 teilgenommen, um dem europäischen Markt koreanische Produkte vorzustellen.
Das Kaiserreich zog eine von den Großmächten garantierte Neutralität als bevorzugte Außenpolitik in Betracht und unterzeichnete 1901 ein Handelsabkommen mit Belgien, einem kleineren neutralen europäischen Land. Kaiser Gojong versandte einen persönlichen Brief an den König von Belgien, in dem er um Unterstützung für eine internationale Anerkennung der Neutralität von Korea ersuchte und lud einen belgischen diplomatischen Berater ein.

## Wirtschaft und Handel
Die Wirtschaftspolitik Gojongs war durch die Siksanheungeobjeong-chaek (kor. 식산흥업정책) der Gwangmu-Reformen charakterisiert und wurde von der Zentralbehörde Gungnaebu (kor. 궁내부) geleitet. Die Regierung führte protektionistische Wirtschaftsmaßnahmen ein um den Binnenmarkt vor ausländischem Kapital zu schützen und steigerte die Steuereinnahmen durch das Erheben von verschiedenen Abgaben. Das Innenministerium und die Bürokratie strebten danach, die gesammelten Steuergelder in „bürokratisches Kapital“ zu transformieren und in die Industrie zu investieren, um eine „schnelle Kapitalisierung von oben“ zu erreichen. Die Investitionstätigkeiten dieses bürokratischen Kapitals umfassten die Errichtung von Banken (Special First Bank of Korea im Jahr 1898 und Korea Cheon Il Guk im Jahr 1899), den Eisenbahnbau, die Gründung von Elektrizitätswerken und die Errichtung von Produktionsbetrieben für Industrielle Güter.
Aufgrund des Drucks ausländischer Konsulate konnte die Regierung keine Schutzzölle einzuführen, stattdessen schirmte sie den lokalen Handel durch die Genehmigung von Monopolen bestehender Wirtschaftsorganisationen vor ausländischem Kapital ab.
Das Gungnaebu beaufsichtigte mehrere Unterabteilungen, einschließlich der Abteilungen für Grundbesitz (kor. 장원과, Hanja 莊園課), Viehzucht, Landwirtschaft, Politik sowie der für öffentliche Angelegenheiten. Es war befähigt, durch die Verwaltung umfangreicher finanzieller Ressourcen wie Land, Bergbau, Ginseng und diversen Steuern, Mittel für die Reformen zu schaffen. Gojong konzentrierte seine Ressourcen im Innenministerium, um die Einmischung von Regierungsbeamten zu unterbinden. Diese Konzentration führte jedoch zu finanziellen Engpässen im Takji-bu, die für die Finanzverwaltung zuständige zentrale Regierungsstelle der späten Joseon-Dynastie. Zusätzlich verwaltete das Innenministerium verschiedene Behörden, die sich außerhalb ihres Zuständigkeitsbereichs befanden.
Die treibende Kraft hinter der Shinsanheungeobjeong waren die engen Höflinge des Kaisers, angeführt von Yi Yong-ik, der als Direktor des staatlichen Münzprägeanstalt und als Innenminister fungierte. Im Januar 1898 trat eine Vorschrift in Kraft, die Ausländern die Arbeit bei der Eisenbahn und in Bergwerken untersagte. Im Juni desselben Jahres wurden die Bergwerke in 43 Bezirken unter dem Vorwand, ausländisches Kapital abzuwehren, an den Palast übergeben. Die Behörde für Optiken führte zudem Schritte zur Modernisierung der Verwaltung ein, einschließlich der Einführung von modernen Maschinen und der Beschäftigung ausländischer Ingenieure.
1887 installierte die Edison Illumination Company im Gyeongbokgung-Palast eine elektrische Beleuchtung, die einzige in Ostasien zu dieser Zeit, und am 10. April 1900 wurden in allen Hauptstraßen von Seoul, angefangen mit der Jongno-ro, elektrische Straßenlaternen in Betrieb gesetzt. Am 2. Oktober 1896 wurde eine Fernsprechverbindung zwischen dem Deoksugung-Palast und dem 30 Kilometer weit entfernten Incheon eröffnet und die Stadt verfügte bald über 100 Anschlüsse. Die Einführung des Telefons in Seoul erfolgte 20 Jahre nach dessen Erfindung durch Alexander Bell im Jahr 1876 und etwa zeitgleich mit der Installation erster Telefonlinien in Tokio.

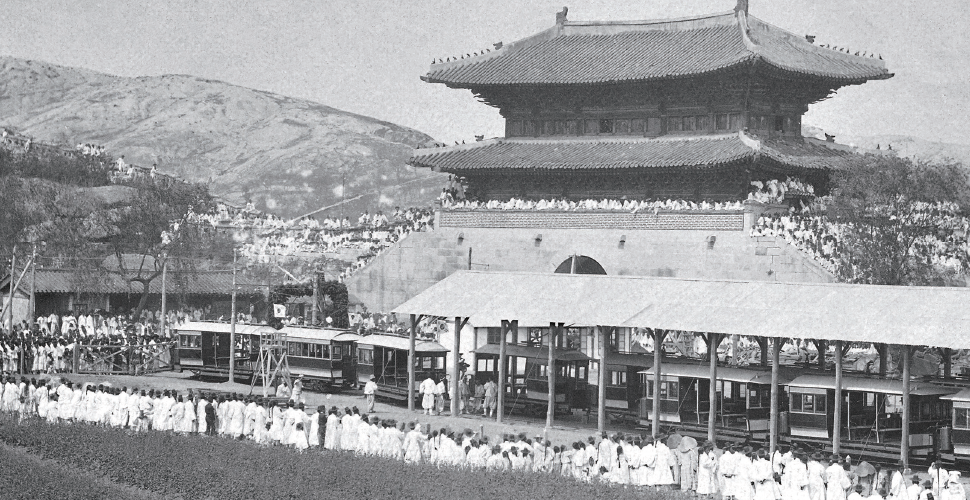
Feierliche Eröffnung der Straßenbahn am Heunginjimun-Tor, Seoul 1899

Im Mai 1899 wurde der Straßenbahnbetrieb aufgenommen. Auf der Linie Donuimun – Heunghwamun – Jongno – Dongdaemun – Cheongnyangni fuhr die Straßenbahn alle 10 Minuten. Abgesehen von Kyoto und Bangkok gehörte sie zu den ersten Städten in Ostasien, in denen Straßenbahnen betrieben wurden, noch vor Tokio (Eröffnung 1901), Hongkong (1904), Shanghai (1908) und Peking (1924).
Im September 1899 wurde die Bahnstrecke zwischen Incheon und Noryangjin eingeweiht. Die Eisenbahnbrücke über den Han-Fluss, die Ichon-dong und Dongjak-gu verbindet, wurde im Juli 1900 fertiggestellt. Nahezu zeitgleich wurde auch die Strecke zwischen Noryangjin und Namdaemun vollendet, was die Eröffnung der gesamten Gyeongin-Linie ermöglichte und einen viermal täglichen Zugverkehr erlaubte.
Steuerreformen und Wirtschaftswachstum führten zu einer Erhöhung des Staatsbudgets. Zwischen 1897 und 1905 verzeichnete das Budget des Koreanischen Reiches einen Anstieg um das 4,6-fache in den ersten neun Jahren seines Bestehens.
Im Jahr 1910 gab es schätzungsweise insgesamt registrierte steuerzahlende 703 Unternehmen mit mehr als 100 Beschäftigten.
Das BIP pro Kopf betrug im Jahr 1911 815 US-Dollar und war somit an vierter Stelle in Asien. Im Jahr 1915 erreichte das Pro-Kopf-Einkommen Koreas 1048 US-Dollar und übertraf somit die Philippinen unter den Vereinigten Staaten (875 US-Dollar) und Niederländisch-Indien (866 US-Dollar).